# 후타바사우루스
후타바사우루스(Futabasaurus)는 백악기 후기, 일본에 서식하던 수장룡이다. 일본에서는 후타바스즈키룡(フタバスズキリュウ, 双葉鈴木竜)이라고 불린다.